# Drosophila equinoxialis
Drosophila equinoxialis este o specie de muște din genul Drosophila, familia Drosophilidae, descrisă de Theodosius Grigorievich Dobzhansky în anul 1946. Conform Catalogue of Life specia Drosophila equinoxialis nu are subspecii cunoscute.